# Sophie Liebknecht
Sophie Liebknecht (rojena Sophie Ryss) nemška socialistka in feministka, * 18. januar 1884, Rostov na Donu, Ruski imperij † 11. november 1964, Moskva.
Sophie Liebknecht je bila rojena v Rusiji. Bila je nemška socialistka in feministka. Bila je druga žena marksističnega voditelja Karla Liebknechta, ki je imel iz prvega zakona z Julio Liebknecht tri otroke. Bila je tesna prijateljica Rose Luxemburg.

## Biografija
Sophie, rojena v Rostovu na Donu, se je izobraževala v Nemškem cesarstvu, kjer je postala predavateljica in umetnostna zgodovinarka. Leta 1912 se je poročila z marksističnim mislecem in bodočim revolucionarnim voditeljem Karlom Liebknechtom. Sprva je bila članica Nemške socialdemokratske stranke (SPD), nato pa je sledila svojemu možu, ko je ta leta 1918 ustanovil Komunistično partijo Nemčije. Karl Liebknecht je bil umorjen 15. januarja 1919 po neuspelem Spartakovem uporu. Po njegovi smrti se je Sophie preselila v London. Kasneje se je v obdobju Weimarske republike vrnila v Nemčijo. Z vzponom Nacistične stranke v tridesetih letih 20. stoletja se je družina Liebknecht začela bati za svoje življenje pod fašističnim režimom Adolfa Hitlerja in se zato odločili za emigracijo. V Rusiji rojena Sophie je leta 1934 odšla v Sovjetsko zvezo in se naselila v Moskvi, kjer je živela do konca svojega življenja.
Njenega pogreba leta 1964 sta se udeležila Robert in Wilhelm, pastorka Sophie Liebknecht iz Karlovega prvega zakona. Sovjetska vlada je organizirala javno slovesnost in častno stražo.
Spomini Sophie Liebknecht (Erinnerungen in Einzelskizzen), ki so nastali po letu 1960, so dostopni javnosti v zbirki „Karl Liebknecht Papers“. Poleg tega so bili objavljeni veliki deli korespondence med Sophie Liebknecht in njeno prijateljico Roso Luxemburg. Rosa jo je pogosto naslavljala z ljubečimi vzdevki, kot so: »Meine geliebte kleine Sonitschka«, »Sonjuscha, mein liebes Vöglein!«, »Sonjuscha, mein liebes Vöglein!«.